# Phare de Los Angeles
Le phare de Los Angeles est un phare situé dans le port de Los Angeles, dans le Comté de Los Angeles (État de la Californie), aux États-Unis.
Ce phare est géré par la Garde côtière américaine, et les phares de l'État de Californie sont entretenues par le District 11 de la Garde côtière .
Il est inscrit au Registre national des lieux historiques depuis le 14 octobre 1980 .

## Histoire
Le plan original pour ce phare était un bâtiment carré de deux étages en bois, mis en service en 1907, comme le phare d'Oakland Harbor et le phare de Southampton Shoal. Cependant, les plans ont été changés et le phare de Los Angeles a été fermement ancré sur un bloc de béton et construit en béton armé. Il a été mis en service en 1913. C'est le seul phare de ce type construit à ce jour. La peinture d'origine sur le phare était seulement blanche, ce qui a causé un problème de visibilité durant les périodes de brouillard. Des rayures noires verticales ont été ajoutées pour une meilleure visibilité. La station a été automatisée en 1973 et les gardiens en sont partis. Il est maintenant surveillé et entretenu par le personnel de l'US Coast Guard sur Terminal Island.
La lentille de Fresnel d'origine de 4e ordre a été enlevée et remplacée par un Aerobeacon de type DCB-24.

## Description
Le phare est une tour cylindrique, avec galerie et lanterne, qui mesure 21 m de haut, sur une plateforme octogonale en boutde brise-lames. Il émet, à une hauteur focale de 22 m, un éclat vert toutes les 15 secondes. Sa portée est de 18 milles nautiques (environ 33 km). Il est équipé d'une corne de brume. Son Aerobeacon de type DCB-24 est alimenté à l'énergie solaire.
Les années d'exposition aux tempêtes ont entraîné la formation de nombreux dégâts. En 2011, en collaboration avec la Garde côtière, le Cabrillo Beach Boosters Club a effectué une restauration de la structure extérieure pour 1,8 million de dollars, financée par le port de Los Angeles. Cette révision a été achevée en mai 2012. Une restauration de l'intérieur de 1,2 million de dollars est prévue. Ce phare est inaccessible au public.
Identifiant : ARLHS : USA-014 - Amirauté : G3799 - USCG : 6-0135 .

### Lien connexe
- Liste des phares de la Californie